# Snertingdals kommun
Snertingdals kommun (norska: Snertingdal kommune) var en kommun i Oppland fylke i Norge. Kommunen omfattade den nordvästra delen av nuvarande Gjøviks kommun (ett område kring Snertingdalen). Byn Seegård utgjorde kommunens centralort.

## Administrativ historik
Snertingdals kommun upprättades den 1 januari 1910 genom utbrytning ur Biri kommun. Kommunen hade 2 028 invånare vid upprättandet.
Den 1 januari 1964 gick kommunen, tillsammans med Biri kommun och huvuddelen av Vardals kommun, upp i Gjøviks kommun. Kommunens hade då 2 471 invånare.

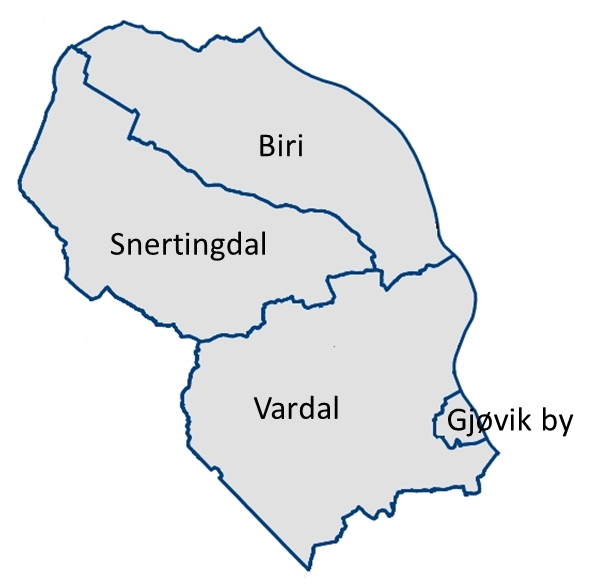
Karta över de kommuner som 1964 lades samman till nuvarande Gjøviks kommun.